# قنطريون أجرب
القنطريون الأجرب واسمه العلمي (باللاتينية: Centaurea scabiosa) نوع نباتي ينتمي إلى جنس القنطريون من الفصيلة النجمية.
موطنه معظم مناطق أوروبا.
النبات عشبي معمر.

## معرض صور

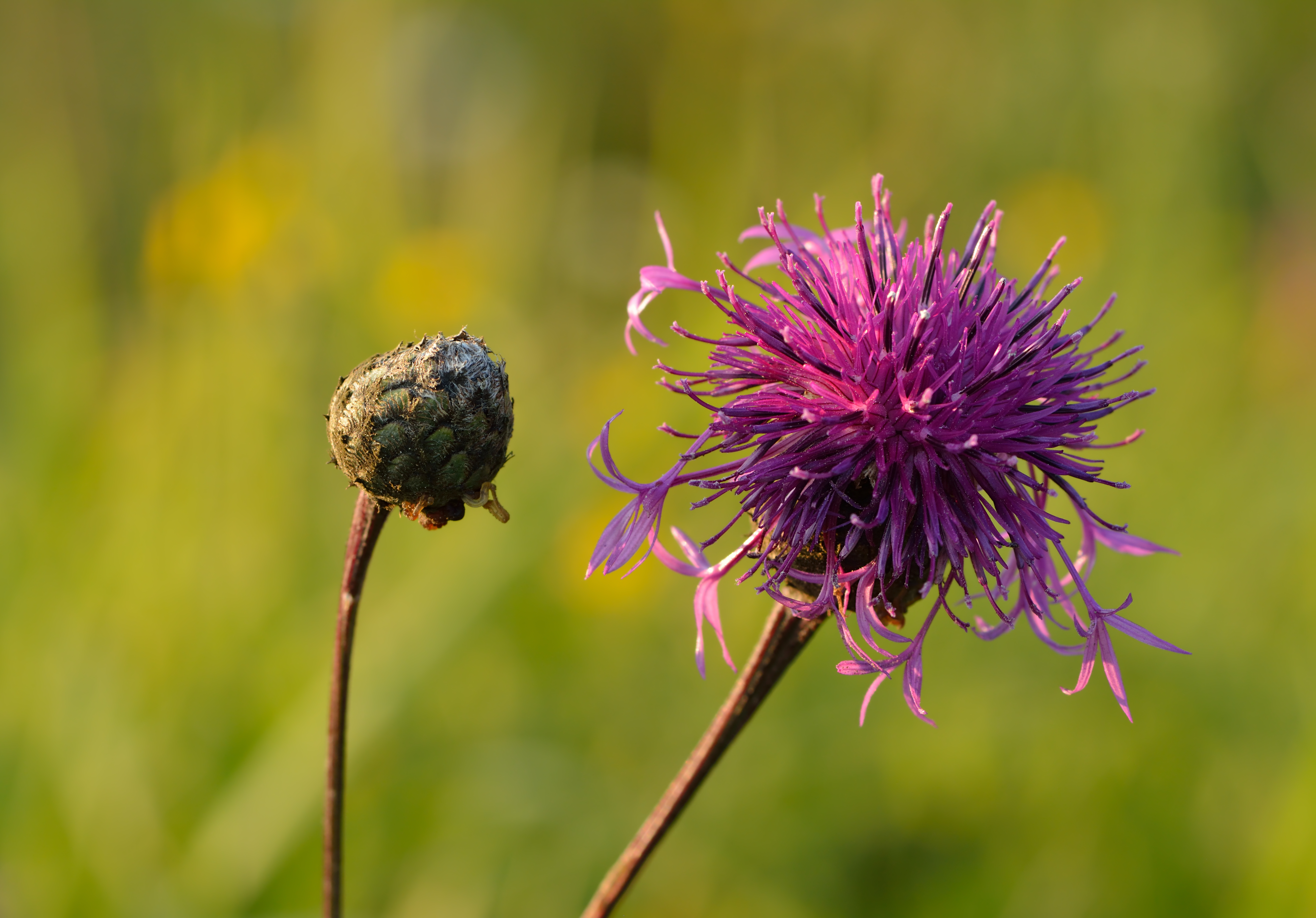
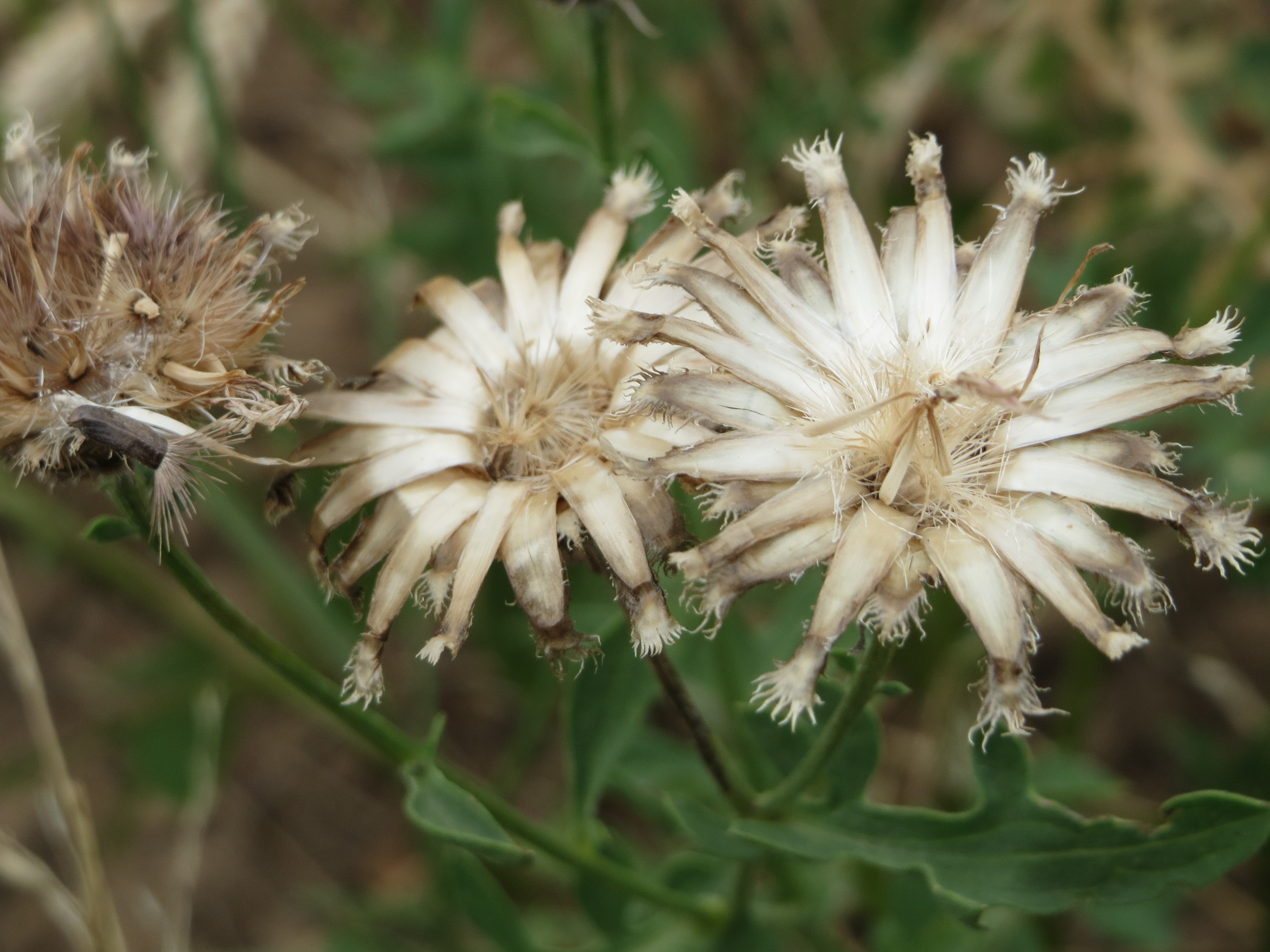
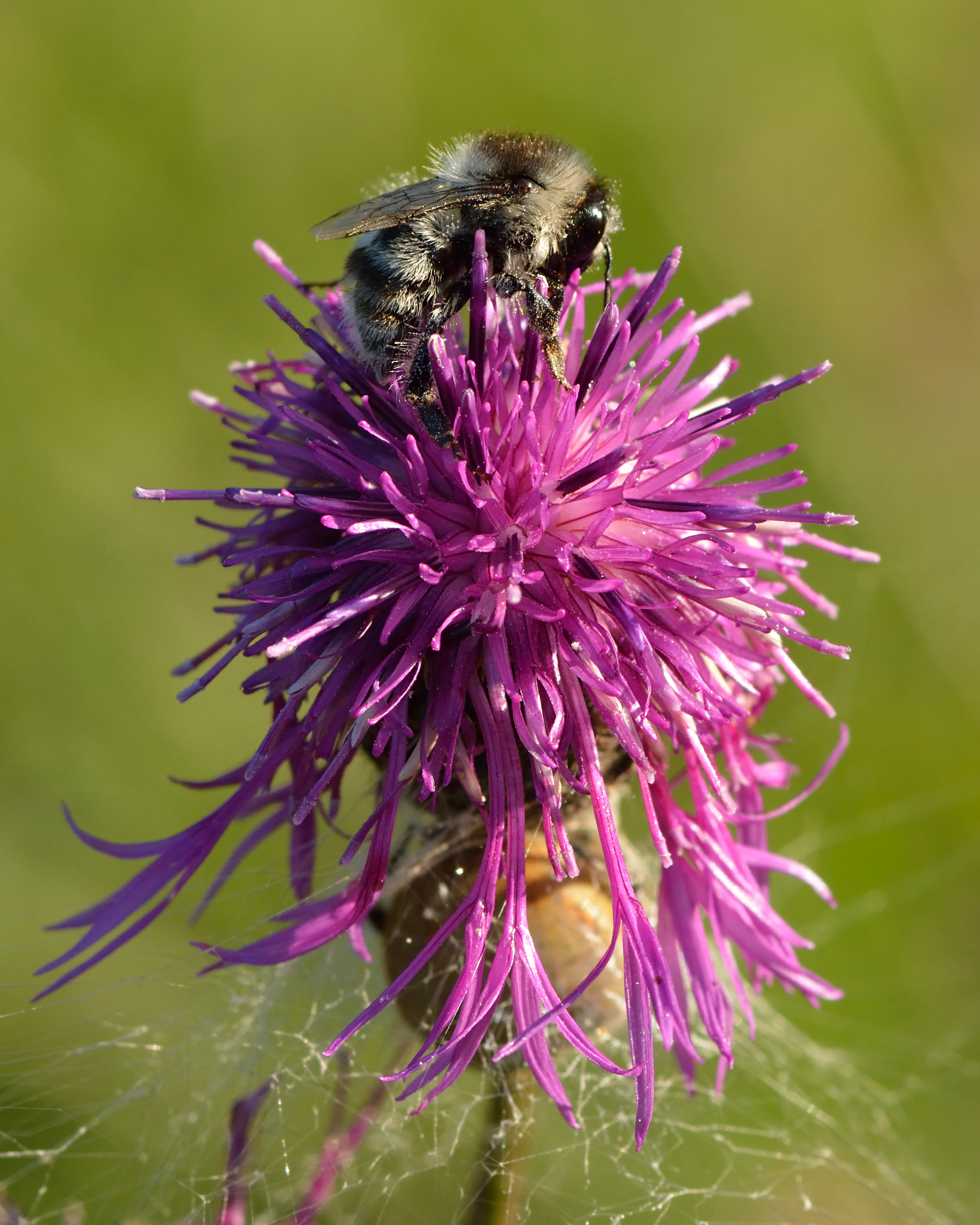
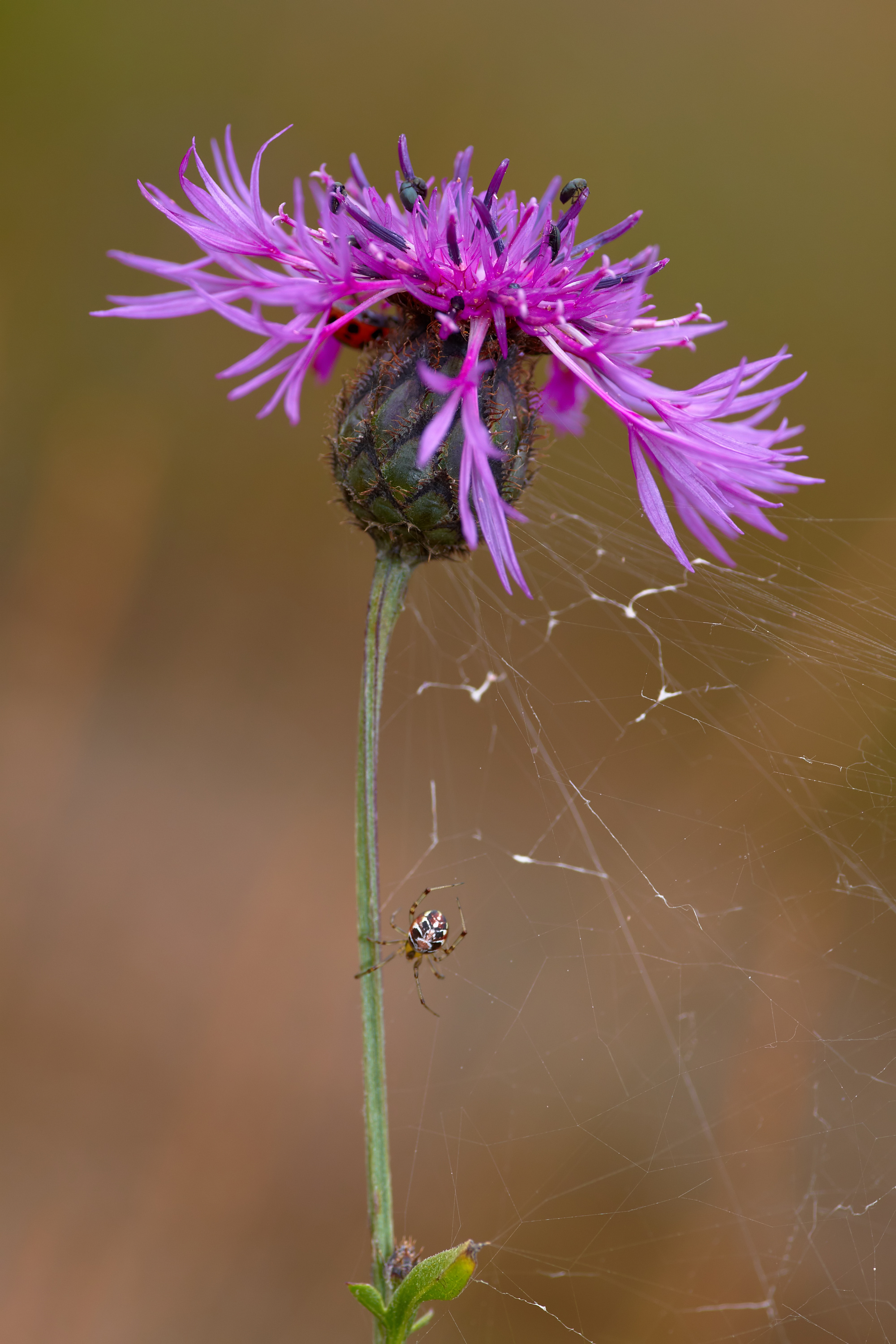
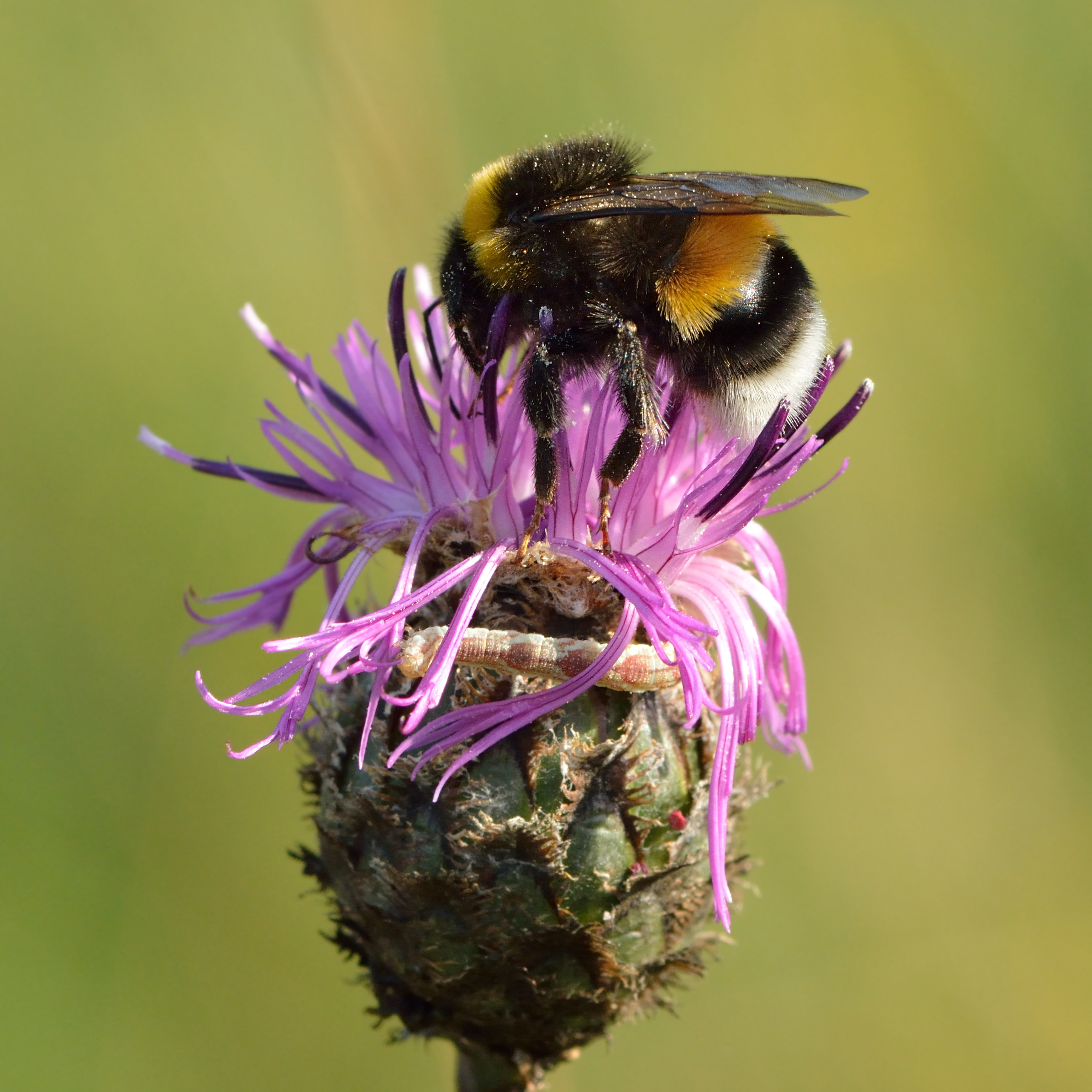